# أورين نسيم
أورين نسيم (بالعبرية: אורן נסים‏) هو لاعب كرة قدم إسرائيلي في مركز الهجوم، ولد في 4 نوفمبر 1976 في حولون في إسرائيل. لعب مع مكابي أخاء الناصرة ومكابي نتانيا ونادي أسدود ونادي بني يهودا تل أبيب ونادي هبوعيل بئر السبع وهبوعيل حيفا.

## وصلات خارجية
- أورين نسيم على موقع قاعدة بيانات كرة القدم.إي يو (الإنجليزية)